# Kahogo no Kahoko
Kahogo no Kahoko (過保護のカホコ tạm dịch: Kahoko - Cô nàng thơ ngây) là bộ phim truyền hình Nhật Bản phát sóng vào năm 2017, với sự góp mặt của diễn viên Takahata Mitsuki, Takeuchi Ryoma, Kuroki Hitomi và Tokitō Saburō. Phim được phát sóng vào mỗi thứ 4 hàng tuần vào lúc 22:00 giờ (JST) trên kênh truyền hình NTV từ ngày 12 tháng 7 tới 13 tháng 9 năm 2017.

## Cốt truyện
Sinh viên đại học Nemoto Kahoko (do Takahata Mitsuki thủ vai) là đứa con trứng mỏng được bảo vệ quá mức trong xã hội Nhật Bản hiện này. Lớn lên trong sự đùm bọc và nuông chiều của cha mẹ, Kahoko đã trở thành một thanh niên nai tơ kỳ tích. Cô đã 21 tuổi và đang trong quá trình tìm kiếm việc làm nhưng cô chưa từng bao giờ ngủ đêm ở bên ngoài, chưa từng đi làm thêm, chưa từng tự lựa chọn quần áo, và cũng chưa từng đi tàu điện một mình. Kahoko được chụp hình rất nhiều nhưng cô chưa từng tự mình chụp. Bây giờ, Kahoko sắp bước ra khỏi vỏ trứng vô trùng của cô để bước vào xã hội đầy rẫy khó khăn. Và rồi cô sẽ nhận ra ngay “Mình thật khác với mọi người!”.
Kahoko luôn xem mẹ như người bạn thân và cha của cô không thể sống thiếu cô. Khi Kahoko bắt đầu thay đổi, tinh thần của họ trở nên bất an và gia đình của họ sẽ rơi vào khủng hoảng. Và khi đó cũng chính là lúc Kahoko và mọi người xung quanh nhận ra sức mạnh tìm ẩn trong đó.

## Diễn viên
- Takahata Mitsuki trong vai Nemoto Kahoko
- Kuroki Hitomi trong vai Izumi Nemoto
- Tokitō Saburō trong vai Nemoto Masataka
- Takeuchi Ryoma trong vai Mugino Hajime
- Nishioka Tokuma trong vai Namiki Fukushi
- Mita Yoshiko trong vai Namiki Shodai
- Nishio Mari trong vai Namiki Takashi
- Shukugawa Atom trong vai Namiki Atsushi
- Nakajima Hiroko trong vai Namiki Tamaki
- Sato Jiro trong vai Namiki Mamoru
- Kubota Sayu trong Namiki Ito
- Umezawa Masayo trong vai Nemoto Tae
- Hiraizumi Sei trong vai Nemoto Masaoki
- Hamada Mari trong vai Nemoto Noriko

## Quá trình sản xuất
Đây là vai chính đầu tiên của Takahata trong một bộ phim truyền hình của đài tư nhân. Cô bày tỏ sự hứng khởi và hy vọng có thể đương đầu với áp lực và có được nhiều niềm vui trong thời gian quay phim. Về việc đóng một nhân vật rất khác biệt với mình, Takahata cho biết sẽ có nhiều điều mới mẻ để cô khám phá trong quá trình thủ vai Kahoko, cô gái giống như một thiên thần nhưng thực ra lại cần đến sự giúp đỡ từ mọi người xung quanh để tồn tại. Phát biểu về việc cộng tác cùng Kuroki và Tokito, Takahata kể rằng cô rất thân thiết với Kuroki vì trước đây họ đã từng đóng chung, còn với Tokito thì đây là lần đầu tiên cô làm việc cùng ông.

## Đường dẫn ngoài
- Website chính thức (tiếng Nhật)
- Kahogo no Kahoko trên Internet Movie Database